# Жерве Ндіракобуча
Жерве Ндіракобуча (1970 , Commune of Bukinanyanad, Провінція Кібітоке ) — колишній командир повстанців і комісар поліції Бурунді, який обіймає посаду прем'єр-міністра Бурунді з 7 вересня 2022.
Відомий своїм жорстоким придушенням громадянських протестів в Бурунді 2015 року 
, 
і перебував під санкціями Сполучених Штатів і Європейського Союзу за порушення прав людини, коли президент Еварист Ндаїшиміє призначив його міністром безпеки. 

## Біографія
Джерве Ндіракобука народився в 1970 році в Букіняняна, Бурунді

Був командиром повстанців під час громадянської війни в Бурунді, яка закінчилася у 2005 році. 
Його прізвисько було «Ндакугаріка», що мовою кірунді означає «Я вб’ю тебе». 
Після закінчення громадянської війни він приєднався до Національної поліції Бурунді та дослужився до рангу комісара (генерал-лейтенанта).

Як комісар поліції, він застосував надмірну силу для придушення громадянських протестів у 2015 році, які відбулися після поправки до конституції, яка дала президенту П’єру Нкурунзізі законне право балотуватися на третій термін. 
Санкції були накладені на Ндіракобучу Сполученими Штатами  Великою Британією, Францією  Швейцарією та Європейським Союзом за «акти насильства, акти репресій і порушення міжнародного права прав людини проти протестувальників... 26, 27 і 28 квітня». у листопаді у районах Мусага в Бужумбурі 

Під час протестів загинули щонайменше 1700 людей. Міжнародний кримінальний суд (ICC) відкрив розслідування проти урядовців, причетних до придушення акції, включаючи Ндіракобучу.
Попри це, Ндайішіміє призначив його на вагому посаду міністра внутрішніх справ у червні 2020 року, зробивши Ндіракобучу членом уряду Бурунді, який найбільше підпадає під міжнародні санкції. 

В уряді Нкурунзізи його розглядали як фактичного заступника прем’єр-міністра або «суперміністра» з переважним портфелем трьох ключових міністерств внутрішніх справ, безпеки та розвитку громади, але Ндайішіміє об’єднав його в одне міністерство та надав його Ндіракобуджа. 

Ндіракобуча став прем'єр-міністром Бурунді 7 вересня 2022 року, замінивши чинного прем'єр-міністра Алена-Гійома Буньйоні після того, як Ндайішіміє попередив, що проти його уряду планується державний переворот. 
Ндіракобуча був одноголосно обраний на цю посаду парламентом